# Immolation
Immolation (lat. ‚Opferung‘) ist eine US-amerikanische Death-Metal-Band aus Yonkers, New York.

## Bandgeschichte
Die Band Immolation entstand 1986 aus der aufgelösten New Yorker Band Rigor Mortis. Die Gitarristen Robert Vigna und Tom Wilkinson rekrutierten den Schlagzeuger Neal Boback und den Bassisten und Sänger Ross Dolan. Nachdem die Band keinen Vertrag bei Earache Records erhielt, engagierten die Musiker sich stärker für ihre Ziele und erhielten daraufhin einen Vertrag bei Roadracer Records.
Kurz vor den Aufnahmen zum mit Harris Johns (Voivod, Kreator) in Berlin produzierten Debütalbum Dawn of Possessions verließ Boback Immolation. Er wurde durch Craig Smilowski ersetzt. In dieser Besetzung ging die Band auf eine Promotionstournee durch Europa und die Vereinigten Staaten. Kurz nach der Tournee beendete sie die Zusammenarbeit mit Roadracer Records. 1995 erschien über Repulse Records Stepping on Angels…Before Dawn, eine Zusammenstellung der beiden ersten Demoscheiben, einiger Live-Aufnahmen und Rigor-Mortis-Stücke, 1996 wechselte die Band zu Metal Blade Records und veröffentlichte dort das Album Here in After. Nach einer Tournee mit Cannibal Corpse wurde Smilowski durch Alex Hernandez ersetzt. Zwischen 1996 und 1998 folgten vier weitere Tourneen durch die Vereinigten Staaten und Europa.
1998 nahm die Band ihr drittes Album Failures for Gods auf, das 1999 erschien. Nach einigen Konzerten mit Six Feet Under erschien 2000 das vierte Album Close to a World Below. Für die ersten Konzerte nach der Veröffentlichung wurde Robert Vigna durch den Incantation-Gitarristen John McEntee ersetzt, der nach Vignas Rückkehr wiederum durch Bill Taylor (Ex-Angel Corpse) ersetzt wurde.
Nach einer erfolgreichen Europatournee mit Decapitated, Soul Demise und Deranged und einem Vertrag mit Listenable Records erschien 2002 Immolations fünftes Album Unholy Cult, gefolgt von einigen Konzerten mit Mystic Circle und Deranged, sowie der Teilnahme am X-Mas Festival mit Kataklysm, Marduk und Dying Fetus. Da Immolations Schlagzeuger Alex Hernandez einen Leistenbruch erlitt, wurde er durch Steve Shalaty ersetzt.
Nach dem 2005 veröffentlichten, laut der Immolation-Biographie bei Nuclear Blast „etwas ungewöhnliche[n]“, sechsten Album Harnessing Ruin ging die Band gemeinsam mit Deicide, Skinless und Misery Index auf Tournee, der eine Pause folgte. Nach einigen Konzerten mit Exodus und Cryptopsy erschien 2007 ihr achtes Album Shadows in the Light. Nach der Veröffentlichung spielte die Band auf einigen Festivals und tourte in den Vereinigten Staaten mit Rotting Christ und Belphegor. Im Jahr 2010 erschien das Album Majesty and Decay über Immolations neue Plattenfirma Nuclear Blast. 2011 erschien die EP Providence, welche als freier Download zur Verfügung steht.

## Stil und Texte
Der Stil von Immolation wird oft mit dem von Morbid Angel verglichen; Ross Dolan sieht den Vergleich als Kompliment an, betont jedoch, Immolations Stil und Klang unterscheide sich deutlich von dem Morbid Angels. Die Band zählt jedoch, zusammen mit Necrophagia und den Frühwerken von Death, Sepultura und Possessed zu Immolations Einflüssen. Ihre Plattenfirma Nuclear Blast zählt sie mit Bands wie Incantation, Mortician und Suffocation zu der „Spitze der New Yorker Death Metal Szene“. Die Texte der Band sind von antichristlichen Inhalten geprägt, gehen jedoch darüber hinaus.

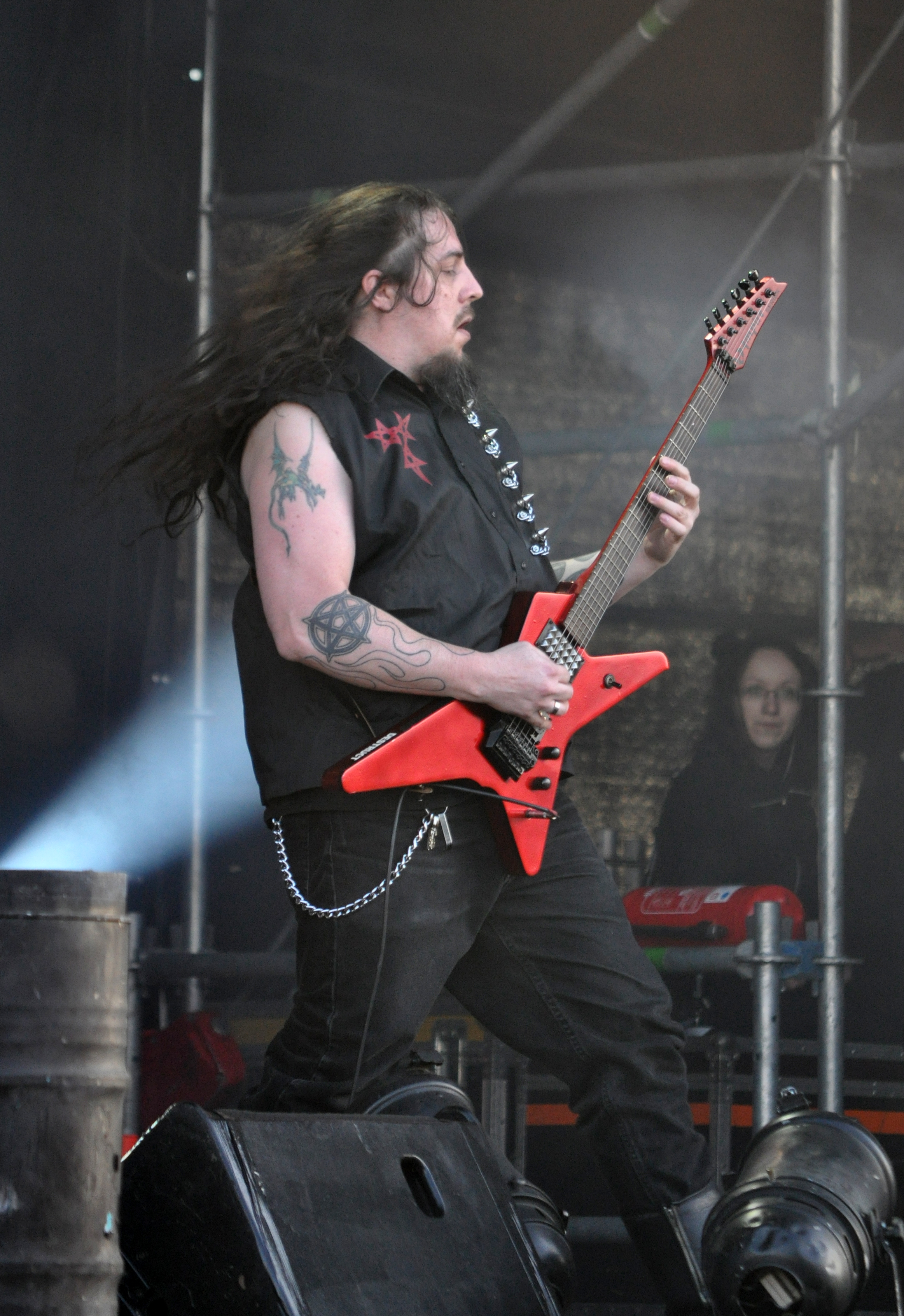
Bill Taylor
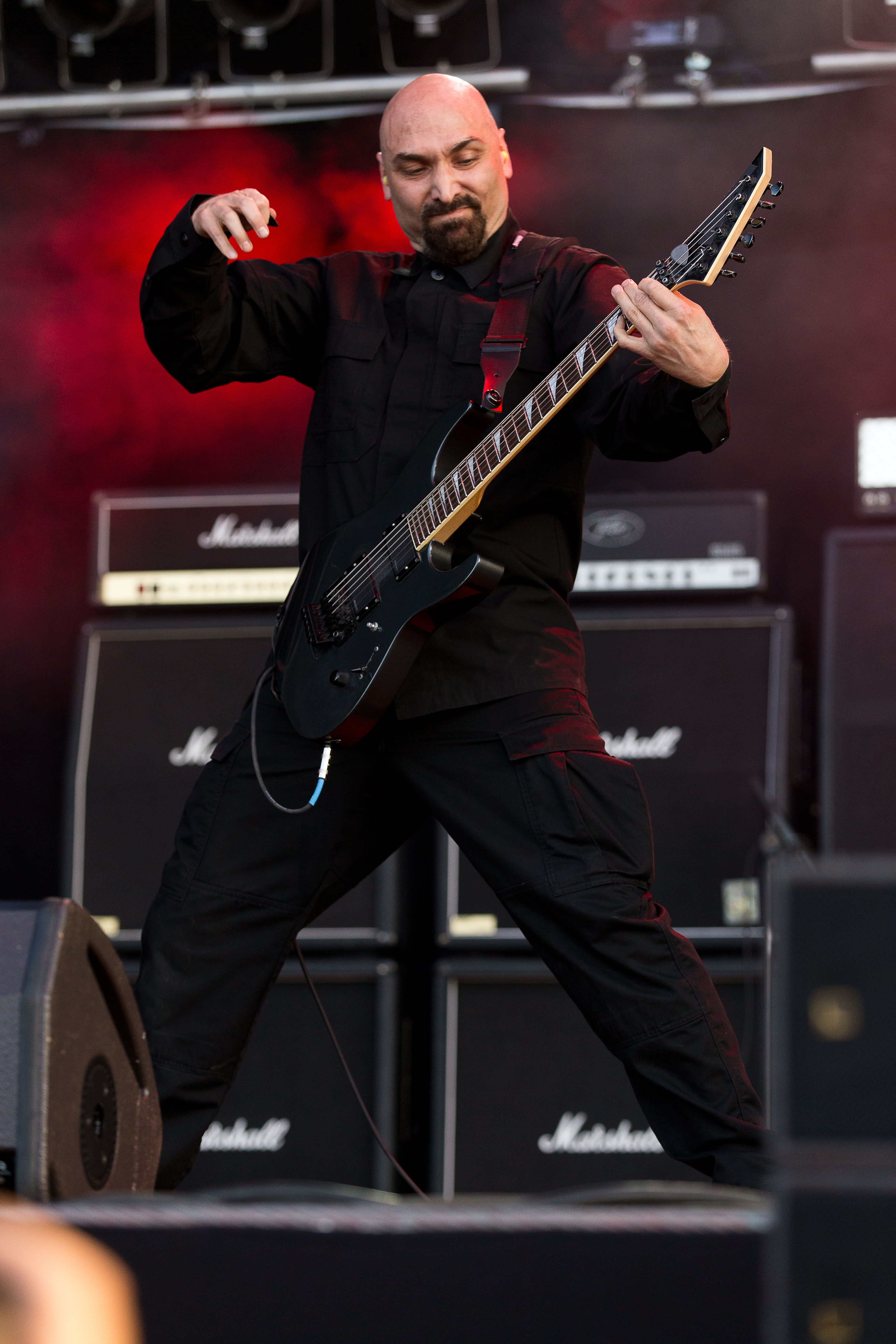
Robert Vigna
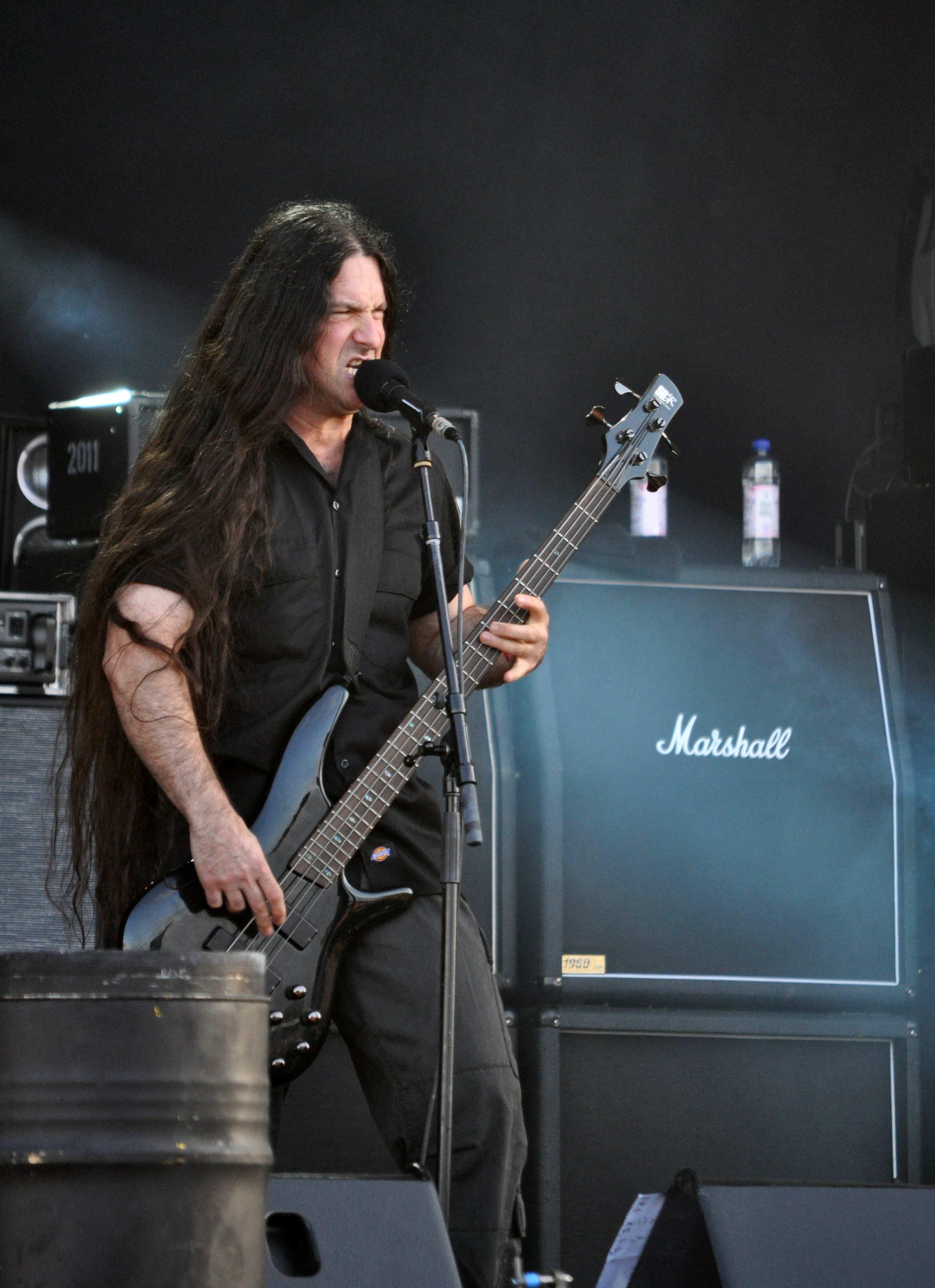
Ross Dolan

## Diskografie
Studioalben
- 1991: Dawn of Possession (über Roadrunner Records, 2004 wiederveröffentlicht über Metal Mind Records)
- 1996: Here in After (über Metal Blade Records)
- 1999: Failures for Gods (über Metal Blade Records)
- 2000: Close to a World Below (über Metal Blade Records)
- 2002: Unholy Cult (über Olympic Records (USA) und Listenable Records (Europa))
- 2005: Harnessing Ruin (über Listenable Records)
- 2007: Shadows in the Light
- 2010: Majesty and Decay
- 2013: Kingdom of Conspiracy (über Nuclear Blast)
- 2017: Atonement (über Nuclear Blast)
- 2022: Acts of God (über Nuclear Blast)

Sonstige
- 1988: Demo I
- 1989: Demo II
- 1994: Promotion Demo
- 1995: Stepping on Angels…Before Dawn (Best-of-Album, über Repulse Records)
- 2004: Bringing Down the World (DVD, über Listenable Records)
- 2011: Providence (EP, über Scion AV)